# الکس کوول
الکس کوول (انگلیسی: Alex Culwell؛ زادهٔ ۱۷ مهٔ ۱۹۹۴) بازیکن فوتبال اهل ایالات متحده آمریکا است.